# الحمرة (ظهران الجنوب)
الحمرة أو مركز الحمرة، هو أحد المراكز التابعة لمحافظة ظهران الجنوب بمنطقة عسير جنوب المملكة العربية السعودية.

## الموقع
مركز الحمرة يتوسط مركز الحرجة شمالاً وظهران الجنوب – جنوبا وتعتبر منطقة جميلة هادئة تتخللها الجبال والشعاب والأودية المكللة بالأشجار ويتم ارتيادها للتنزه والاستجمام، كما يكثر فيها أشجار الطلح الذي يتميز بكبره وشدة خضاره وخاصة في وقت الأمطار وكثرة السيول.

## سبب التسمية
سميت الحمرة بذلك لصلابة جبالها ولونها الأحمر ولون بطحاها ووديانها، وتشتهر بسعتها وكبرها. 

## الخدمات والتطوير
قام محافظ ظهران الجنوب الأستاذ محمد بن فلاح القرقاح بزيارة لمركز الحمرة والالتقاء بالمواطنين يرافقه عددا من مديري الإدارات الحكومية. وقد بدأت الزيارة بمركز الحمرة حيث التقى رئيس المركز وموظفيه واطمأن على سير العمل ثم التقى بالمواطنين وناقش معهم عدد من المطالبات والاحتياجات والعمل على إيجاد الحلول المناسبة لها. ثم قام ومرافقيه بزيارة مركز الخدمات البلدية والاستماع لبعض المشاريع التي ستنفذ والجاري ترسيتها. وفي ختام زيارته ثمن محافظ ظهران الجنوب الجهود التي يقوم بها رئيس المركز والإدارات المرتبطة. كما تفقد المجلس البلدي في محافظة ظهران الجنوب يتقدمهم رئيس المجلس الأستاذ ناجي سالم ال عصمان وبحضور رئيس البلدية الأستاذ عوض بن سعيد آل سياف والمهندس سليمان الشهري حيث تم تفقد مركز الخدمات في مركز الحمرة شمال المحافظة وبحضور المقاول محمد علي وتم التجول في المبنى الذي تكلفته أكثر من ثلاثة ملايين ريال وبين المجلس العديد من الملاحظات للمقاول الذي بدوره أستعد بالتعديل لما هو صالح للعمل.